# Пулманов штрајк
Пулманов штрајк је био велики штрајк током кога је широм САД 1894. био готово потпуно обустављен железнички саобраћај. Сукоб је започео у Пулману у Илиноису 11. маја 1894, када је 4.000 железничара започело штрајк због смањења плата. Због штрајка обустављен је сав саобраћај западно од Чикага. Радници су живели у плански изграђеном граду Пулману, где су најамнине биле високе. Амерички синдикат железничара са 250.000 чланова у 27 држава упустио се у сукоб са веома утицајним и богатим власницима железница. Штрајк је био директна последица економске кризе 1893. Штрајк је окончан након што се 12.000 војника крваво обрачунало са радницима. Да би постигли помирење са синдикатима председник Гровер Кливленд и Конгрес САД су одмах по окончању штрајка Први мај прогласили федералним празником.

## Штрајк
За време економске кризе 1893. компанија за производњу вагона Пулман због смањених прихода смањила је плате својим радницима. Радничка делегација се онда жалила због ниских плата, због 16-часовнога раднога дана и због цена најамнина и хране. Власник компаније Џорџ Пулман је надмено одбио чак и да прими делегацију на разговоре.
Многи радници били су чланови Америчкога синдиката железничара. којим је руководио Јуџин Дебс. Синдикат је донио одлуку да одбија да вози композиције у којим се налазе вагони, које је произвела Пулманова компанија. Штрајк је фактички обуставио производњу у Пулмановим фабрикама. Широм САД железничари су одбијали да возе композиције у којима су били Пулманови вагони. Бојкот је започео 26. јуна 1894. У року од 4 дана штрајкало је 125.000 железничара на 29 железничких пруга.

## Ескалација штрајка
Железничке компаније су онда почеле да траже штрајкбрехере и да унајмљују замене, што је само појачало непријатељства. Били су унајмљени многи црнци, што је имало тешке расне последице у синдикату. Јуџин Дебс је 29. јуна 1894. тражио подршку од железничара у Плавом острву у Илиноису, али након мирнога окупљања радикалније групе су потпалиле оближње зграде и локомотиву избацили са трачница. Широм САД многи су штрајкали да би показали солидарност и спречавали су транспорт робе. Ометали су и стварали препреке на пругама и нападали су штрајкбрехере.

## Интервенција војске
Железничке компаније и њихови власници тражили су интервенцију савезних органа. Ричард Олни је био именован за специјнога савезнога тужиоца са одговорношћу да законски оконча штрајк. Олни је затражио од суда да донесе решења да се забрани синдикалним вођама да подржавају штрајк. Суд је донио одлуку какву је он тражио. Након тога тражио је да штрајкаши обуставе штрајк или да се суоче са отпуштањем са посла. Пошто су Дебс и остале синдикалне вође игнорисале судске одлуке у помоћ су позвали савезну војску. Председник САД Гровер Кливленд одобрио је слање 12.000 војника под заповедништвом Нелсона Мајлса. Кливленд је том приликом као изговор за војну интервенцију навео да су штрајкаши омели испоруку поште и да нарушавају Шерманов антитрусни закон. Војска се крваво обрачунала са радницима. Убили су 13 и ранили 57 радника.

## Суђење
По окончању штрајка суђено је председнику Америчкога синдиката железничара Јуџину Дебсу. Ослобођен је на суђењу за заверу са циљем обструкције поште. Међутим осуђен је на шест месеци затвора јер је кршио судску одлуку да се оконча штрајк.

## Неке последице
Пре суђења Јуџин Дебс није био социјалиста. Међутим у затвору је читао дела Карла Маркса. Након ослобађања постао је 1895. водећи социјалиста, а 1900. се кандидовао за председника САД. Само шест дана по окончању штрајка Гровер Кливленд и Конгрес САД су Први мај прогласили савезним празником, а све са циљем да се постигне помирење са синдикатима.

### Примарни извори
- United States Strike Commission, (1895). Report on the Chicago strike of June–July, 1894‎., official government report full text online, interviews with many people on all sides, and summaries of what happened

### Секундарни извори
- Lindsey, Almont (1943). The Pullman Strike.
- Lindsey, Almont (1939). „Paternalism and the Pullman Strike”. The American Historical Review. 44 (2): 272—289. JSTOR 1839019. doi:10.2307/1839019.
- Smith, Carl (1995). Urban Disorder and the Shape of Belief: The Great Chicago Fire, the Haymarket Bomb, and the Model Town of Pullman. Chicago, Ill.: University of Chicago Press. ISBN 978-0-226-76416-0.
- Papke, David Ray (1999). The Pullman Case: The Clash of Labor and Capital in Industrial America., focus on legal dimension
- Rondinone, Troy. „Guarding the Switch: Cultivating Nationalism During the Pullman Strike,”. Journal of the Gilded Age & Progressive Era. 8 (1): 83—109. 2009. 27p.
- Schneirov, Richard, et al. eds. The Pullman Strike and the Crisis of the 1890s: Essays on Labor and Politics (1999), essays by scholars